# 福鶴酒造
福鶴酒造株式会社（ふくつるしゅぞう）は、富山県富山市にある清酒などを製造・販売する日本の酒造メーカー。以前は有限会社であった。

## 概要
嘉永元年（1847年）、福島九市郎により創業された。以来、『ふくく』という屋号で親しまれている。坂の町八尾に点在している坂道を利用した地下倉庫は、全国的にも珍しい貯蔵庫となっている。

## 銘柄
風の盆
1981年より発売されている主力銘柄の純米酒で、おわら風の盆が銘柄の由来となっている。農薬・化学肥料を一切使用しない有機JAS認定を受けた有機栽培米コシヒカリ100%を原料に使用している。1992年度全国清酒品評会にて初出品し金賞を受賞。以来優秀な成績を収めている。
ふくく
地元の八尾地域の契約栽培による五百万石を使用し、生酛造りで仕込んだ日本酒（純米大吟醸）。工程の一部に木製の半切桶を使用するため、ほのかに木の香りが立ち、酸味の効いたキレのある飲み口となる。
八王
富山県産てんたかくを使用した純米酒。
この他、『福鶴』『瑞雲寿福』（純米酒）といった銘柄も存在する。

## 所在地
富山県富山市八尾町西町2352番地

## 関連記事
- 日本酒メーカー一覧